# 唐奕 (游泳运动员)
唐奕（1993年1月8日—），上海人，中国女子游泳运动员。

## 生平
2008年，唐奕成為北京奥运会中国体育代表团的成员，主攻自由泳。
2010年，唐奕代表中国參加廣州亞運會游泳比賽的女子50米自由泳、100米自由泳、200米自由泳、4x100米混合泳、4x100米自由泳接力及4x200米自由泳接力六個項目，奪得四金二銀的佳績。
2012年，唐奕代表中国出戰英國倫敦舉行的奥林匹克运动会游泳比賽女子100米自由泳、4×100米自由泳接力和4×100米混合泳接力賽事，其中在100米自由泳取得銅牌。
2016年8月，唐奕代表中国出战巴西里约热内卢举行的奥林匹克运动会游泳比赛女子4×100米自由泳接力赛事。在女子4×100米自由泳接力预赛中，朱梦惠、孙美辰、唐奕和沈铎组成的中国队以3分37.25秒的成绩名列第9，未能进入决赛。

## 教练
- 1999年 上海市长宁区体校 教练何纲
- 2004年 上海体育运动技术学院 教练谢军
- 2005年 上海游泳队 教练钱敏
- 2006年 国家游泳队 教练潘佳章

## 主要成绩
- 2006年 世界青年游泳锦标赛 200米自由泳 第二名
- 2006年 亚洲运动会 4×200米自由泳接力 第一名
- 2006年 全国冬季游泳锦标赛 200米自由泳 第一名
- 2007年 悉尼青年节游泳赛 200米自由泳 第一名
- 2007年 日本国际邀请赛 4×100米自由泳接力 第二名
- 2008年 全国游泳锦标赛暨奥运会选拔赛 100米自由泳 第四名
- 2010年 2010年夏季青年奧林匹克運動會 4×100米自由泳接力 第一名
- 2010年 2010年夏季青年奧林匹克運動會 100米自由泳 第一名